# All of Creation
«All of Creation» es una canción interpretada por la banda estadounidense MercyMe, incluida en su sexto álbum de estudio The Generous Mr. Lovewell (2010). Fue compuesta por la banda, Brown Bannister y Dan Muckala, y producida por estos dos últimos. La compañía discográfica INO Records la publicó como el primer sencillo del disco el 2 de marzo de 2010, a través de la descarga digital. La canción fue pensada para referirse al nacimiento, muerte y resurrección de Jesús en cada verso. Por otro lado, en el aspecto musical, pertenece a los géneros rock cristiano y pop rock, aunque también se la ha descrito como un tema pop y de adoración contemporánea. Líricamente, gira en torno a los temas del amor, la vida y las creencias, y se refiere a cómo estábamos separados de Dios por nuestros pecados.
«All of Creation» obtuvo reseñas generalmente favorables por parte de los críticos musicales, al calificarla como increíble, pero que no ofrece nada nuevo. Comercialmente, obtuvo una muy buena recepción en los Estados Unidos; llegó a la cima de las listas Christian Songs, Christian AC Monitored y Soft AC/Inspirational. Además, por su éxito en dichos conteos, también ocupó la posición uno en las listas anuales de la Christian Songs y Christian AC Songs. Como parte de los reconocimientos, la canción obtuvo dos nominaciones para los GMA Dove Awards de 2012, y una en los Billboard Music Awards 2011. MercyMe interpretó «All of Creation» en la gira Lovewell LIVE (2011).

## Antecedentes y lanzamiento
| «Es una canción de adoración. Pura y simple». ——MercyMe. |

Los integrantes de MercyMe, Dan Muckala y Brown Bannister compusieron «Beautiful», mientras que la producción quedó a cargo de estos dos últimos. F. Reid Shippen la grabó en los estudios Sonic Ranch, El Paso, Texas, mientras que Muckala, Bannister y Billy Whittington grabaron los arreglos en Towsensend Sound y Glomo Studio. Shippen la mezcló en Robot Lemon, Nashville, Tennessee y Ted Jensen la masterizó en Sterling Sound, Nueva York. En una entrevista con Kevin Davis de New Release Tuesday, el vocalista principal de MercyMe, Bart Millard, dijo que la idea detrás de la canción se relaciona con el tema del álbum The Generous Mr. Lovewell. Millard sostuvo: «Todo el álbum aborda tres aspectos principales del amor. El tema del disco es "amar bien" [love well] como Jesús nos ordena en el mayor mandamiento. Hay canciones sobre el amor interior como en nuestra canción "Beautiful". Hay [otras] basadas en "amarnos porque Él primero nos amó", que es la base de este primer sencillo, "All of Creation"». Además citó: «Me puse a escribir una canción que fue confesional y se refiere al nacimiento, muerte y resurrección de Jesús en cada estrofa. Fue mi intención mencionar todas las etapas de la condescendencia de Cristo y su sacrificio expiatorio a lo largo de la canción».
«All of Creation» fue publicada oficialmente a las radios estadounidenses el 29 de enero de 2010. Finalmente, la compañía discográfica INO Records la lanzó como el primer sencillo de The Generous Mr. Lovewell, el 2 de marzo del mismo año. Por otro lado, tuvo también un lanzamiento limitado en sencillo en CD en localizaciones específicas de Walmart. MercyMe promocionó «All of Creation», al interpretarla en la gira Lovewell LIVE, de 2010, realizada en promoción a The Generous Mr. Lovewell.

## Composición
«All of Creation» es una canción perteneciente a los géneros rock cristiano y pop rock, con una duración de tres minutos y cincuenta y seis segundos. Asimismo, también ha sido descrita como un tema pop y de adoración contemporánea. Según la partitura publicada en Musicnotes por EMI Music Publishing, se encuentra en tiempo común, en un tempo de constante sensación rock de 120 pulsaciones por minuto. Está compuesta en la tonalidad de si bemol mayor, mientras que sigue la progresión armónica si♭-si♭-sol menor7-la♭-mi♭-si♭.
Líricamente, la canción incluye el amor, la vida y las creencias, y se refiere a cómo estábamos separados de Dios por nuestros pecados. El vocalista principal de la banda, Bart Millard, la destinó para referirse al nacimiento, muerte y resurrección de Jesús en cada estrofa. El guitarrista Mike Scheuchzer comentó que es «una foto del cambio que queremos ver en nuestras propias vidas. Sin amor como esto, todo lo que hacemos, todo lo que somos, es en vano». Millard también señaló: «No hay muchas canciones mencionadas al fundamento de lo que creemos. La idea de que Cristo nació de una virgen, murió en la cruz y resucitó. Solo los principios básicos del cristianismo». Además, sostuvo que «el tipo de canción que nos lleva allí, digo "del tipo" porque la primera línea solía estar hablando hasta que nació un niño, pero al instante era una canción de Navidad... pero lo hace, el primer verso va hablando de cómo estábamos completamente separados hasta la cruz, básicamente». En relación con el estribillo de la canción, Millard dijo que «la idea completa [de este] y el sentido que aporta, con las toneladas de voces cantando, es el hecho de que hay un día que va a venir cuando vamos a adorar y ser como uno».

## Recepción

### Crítica y reconocimientos
«All of Creation» obtuvo reseñas generalmente favorables por parte de los críticos musicales. Kevin Davis de Christian Music Review llamó a la canción «[un] coro de adoración escrito para la iglesia en el estilo de "God with Us"». Kevin McNeese, de New Release Tuesday, la calificó como «increíble», mientras que Alpha Omega News la describió como una canción de adoración. Por su parte, Bob Hoose de Plugged In señaló que «presta un sentimiento de himno cristiano tradicional». De modo similar, Dale Lewis de Title Trakk nombró al tema un «poderoso himno de adoración», y el autor Aaron Conrad lo llamó, junto con «Only You Remain», «Beautiful» y «Won’t You Be My Love», una «gran canción». En una reseña más positiva, Mike Rimmer de Cross Rhythms, quien había calificado a The Generous Mr. Lovewell con diez puntos de diez, indicó que «All of Creation» se sentía como lo mejor que MercyMe había hecho desde «I Can Only Imagine». Por otro lado, Jono Davies de Louder than the Music señaló que posee una sensación «emblemática» y «un estribillo que seguirás cantando mucho después de que hayas dejado el CD girando en tu aparato musical». Por otra parte, John Bowen de la estación de radio KBIQ calificó a la voz de Bart Millard como «potente», al tiempo que Whitney Sanchez, de South Hill Calvary Chapel, seleccionó a la pista como una de sus canciones favoritas del álbum. Sin embargo, Roger Gelwicks de Jesus Freak Hideout, si bien señaló que «de ningún modo es una mala canción», declaró que «suena precisamente como los sencillos exitosos que hicieron famosos a MercyMe. [...] No hay nada nuevo que ofrecer de la banda que no ha sido escuchado antes». Por último, Brian Hall de The Christian Manifiesto afirmó que «"All of Creation" hace exactamente lo que era la intención de hacer: conectar al público adulto contemporáneo y complacer a los admiradores por mucho tiempo».
«All of Creation» fue reconocido en varias publicaciones como lo mejor del año. De este modo, Kim Jones de About.com ubicó al tema en el tercer lugar de las 40 mejores canciones cristianas del 2010, y comentó que era una «poderosa canción de adoración». Por su parte, el sitio web Blessed-Family la posicionó en la cima de los 10 mejores temas del mismo año. La canción obtuvo dos nominaciones en la entrega de 2011 de los premios GMA Dove, en las categorías de canción del año y pop/contemporánea del año, pero perdió ambas ante «Sometimes I Cry» de Jason Crabb y «Beautiful, Beautiful» de Francesca Battistelli, respectivamente. Asimismo, para los Billboard Music Awards 2011, fue nominada a canción cristiana del año, sin embargo, el premio se lo llevó «Our God» de Chris Tomlin.

### Comercial
«All of Creation» obtuvo una buena recepción comercial en los Estados Unidos. En la lista oficial de sencillos de música cristiana, Christian Songs, debutó en el puesto número treinta y uno, en la edición del 13 de febrero de 2010. Al pasar las semanas, la canción mejoró su rendimiento; llegó a los diez primeros el 27 de febrero, y un mes después, ocupó la posición tres. Finalmente, el 17 de abril, llegó a la cima de la lista, y se mantuvo allí por diez semanas consecutivas, hasta el 19 de junio, donde descendió al puesto dos. «All of Creation» permaneció en el Christian Songs por treinta y ocho semanas. Por otro lado, en el conteo Heatseekers Songs, entró por primera vez el 20 de marzo de 2010, en la decimosexta posición, y tras cinco semanas, alcanzó su posición más alta, en el número catorce. En total, estuvo quince semanas. En la Christian AC Monitored, permaneció once ediciones consecutivas en lo alto de dicha lista, el sencillo que más tiempo estuvo en esa posición en la carrera de MercyMe, mientras que también alcanzó el mismo puesto en la Soft AC/Inspirational. Por último, ocupó el decimoprimer lugar en el Bubbling Under Hot 100 Singles. Para las listas anuales de Billboard, «All of Creation» alcanzó la cima de la Christian Songs y Christian AC Songs, mientras que, en la Christian Digital Songs y Christian CHR, quedó en los números dieciséis y veintitrés, respectivamente.

## Lista de canciones
| Descarga digital |                                       |          |  |
| N.º              | Título                                | Duración |  |
| 1.               | «All of Creation» (versión del álbum) | 3:56     |  |

## Posicionamiento en listas
| País (Lista 2010)                               | Mejor posición |
| ----------------------------------------------- | -------------- |
| Estados Unidos (Bubbling Under Hot 100 Singles) | 11             |
| Estados Unidos (Christian AC Monitored)         | 1              |
| Estados Unidos (Christian Songs)                | 1              |
| Estados Unidos (Heatseekers Songs)              | 14             |
| Estados Unidos (Soft AC/Inspirational)          | 1              |

| País (Lista 2010)                        | Posición |
| ---------------------------------------- | -------- |
| Estados Unidos (Christian AC Songs)      | 1        |
| Estados Unidos (Christian CHR Songs)     | 23       |
| Estados Unidos (Christian Digital Songs) | 16       |
| Estados Unidos (Christian Songs)         | 1        |

## Créditos y personal
- Voz: MercyMe
- Composición: MercyMe, Dan Muckala y Brown Bannister
- Producción: Brown Bannister y Dan Muckala
- Grabación: F. Reid Shippen (Sonic Ranch, El Paso, Texas)
- Mezcla: F. Reid Shippen (Robot Lemon, Nashville, Tennessee)
- Arreglo: Dan Muckala, Brown Bannister y Billy Whittington (Towsensend Sound y Glomo Studio)
- Masterización: Ted Jensen (Sterling Sound, Nueva York)
- Ingeniería: Steve Bishir

Fuentes: notas de The Generous Mr. Lovewell y Allmusic.